# Келлі Герлі
Келлі Герлі   (англ. Kelley Hurley; нар. 4 квітня 1988) — американська фехтувальниця на шпагах, бронзова призерка (2012 рік) Олімпійських ігор, чемпіонка світу.

## Виступи на Олімпіадах
| Олімпіада           | Дисципліна          | Місце |
| ------------------- | ------------------- | ----- |
| Пекін 2008          | індивідуальна шпага | 20    |
| Лондон 2012         | командна шпага      | 3     |
| Ріо-де-Жанейро 2016 | індивідуальна шпага | 24    |
| Ріо-де-Жанейро 2016 | командна шпага      | 5     |

## Зовнішні посилання
- Кортні Герлі — олімпійська статистика на сайті Sports-Reference.com (англ.) (архівна версія)